# قبرة بوتا
قبرة بوتا (بالإنجليزية: Spizocorys fringillaris)‏ هي نوع في فصيلة القبرة من عائلة القبرة.
موجودة في جنوب إفريقيا. موطنها الطبيعية هو الأراضي العشبية والمراعي شبه الاستوائية أو الاستوائية على ارتفاعات عالية.أنها مهددة بتدمير بيئتها الطبيعية.

## الشكل
هي قبرة صغيرة ومضغوطة يبلغ قياسها من 12 إلى 13 سم ومنقارها مخروطي صغير برتقالي وردي اللون. الأجزاء العلوية مخططة بشدة ورمادية - البنية والأجزاء السفلية شاحبة، مع وجود خطوط مخططة على الصدر مصفرة وبعض الخطوط الجانبية المنتشرة.
تختلف عن القبرة ذات المنقار الوردي S. conirostris في أن قبرة بوتا تتميز بوجود خطوط منتشرة على الأجنحة، في حين أن القبرة ذات المنقار الوردي المشابه جدًا لها جوانبها غير المخططة وأن المنقار الوردي أقل مخروطيًا والأجزاء السفلية باهتة وأن ريش الذيل الخارجي بيضاء.

## التصنيف والنظاميات
تم وضع قبرة بوتا في الأصل في فصيلة القبرة. في السابق، صنفته بعض السلطات ضمن جنس Calandrella أو أصنوفة أحادية الطراز Botha. كما تم استخدام اسم بديل difficilis لنوعها لوصف قبرة بوتا.

## السلوك والبيئة

### الغذاء والتغذية
يشمل النظام الغذائي لقبرة بوتا البذور والحشرات, بما في ذلك من الخنافس والعثة.

## حالة الحفظ
تم إدراجها على أنها مهدده بالانقراض أنها تعرضت لانخفاض سريع للغاية في عدد أفرادها بسبب تدمير بيئتها الطبيعية للزراعة.

## روابط خارجية
- نص الأنواع - أطلس طيور جنوب إفريقيا